# Eberhard IV. von Walsee

Stammwappen derer von Walsee

Eberhard IV. von Walsee (auch Eberhard IV./II. von Walsee, Eberhard II. von Walsee-Linz; † 10. Oktober 1325), aus dem Ministerialengeschlecht der Walseer, Gefolgsmann Herzog Albrechts I., war von 1288 bis 1322 Landrichter ob der Enns. Im Jahre 1300 heißt Eberhard von Walsee schon Hauptmann ob der Enns und sein Amt nicht viel später Hauptmannschaft ob der Enns (1322). Um die Mitte des 14. Jahrhunderts wird der Hauptmannstitel dann ständig.

## Leben
Bereits im Winter 1287/88 gab Herzog Albrecht I. Eberhard IV. von Walsee einen selbständigen Wirkungskreis, indem er ihn als Nachfolger von Ulrich II. von Kapellen zum  Landrichter – später (Landes-)Hauptmann ob der Enns – machte. Dieses Amt sollte danach 190 Jahre lang fast ununterbrochen in den Händen des Hauses von Walsee verbleiben. Eberhard IV. schlug damit seinen Wohnsitz im herzoglichen Linzer Schloss auf, wonach sich die von ihm begründete Linie der Walseer nannte. Sein erster Ratsspruch als „Lantrihter ob Ens“ ist vom 29. Jänner 1288 überliefert.
Nach der Gefangennahme des Zawisch von Falkenstein, der sich nach der Burg Falkenstein im oberen Mühlviertel nannte, verständigt sich der böhmische König Wenzel II. mit Herzog Albrecht, für den dieser vorgeschobene Posten gegen Passau und die Grafschaft Schaunberg von Bedeutung war, und Eberhard IV. nahm die Feste Falkenstein im Jahr 1289 nach längerer Belagerung ein. Im selben Jahr leisteten Eberhard IV. und sein Bruder Heinrich I. von Walsee einen wesentlichen Beitrag zu den herzoglichen Kriegskosten, wofür ihnen dieser vorübergehend Freistadt, die Riedmark und das Machland verpfändete. Dadurch entzog Herzog Albrecht diese Gebiete den bairischen Aspirationen.
Während seiner Amtszeit nahm Eberhard IV. mit seinen Brüdern Heinrich I. und Ulrich I. von Walsee immer wieder an den Feldzügen, Belagerungen und Vertragsabschlüssen der Herzöge bzw. Könige Albrecht und Rudolf teil. Im Jahr 1300 begleitete Eberhard IV. Rudolf, den ältesten Sohn von König Albrecht I., auf seiner Hochzeitsfahrt nach Paris, wo er Blanka von Frankreich, die Halbschwester von König Philipps IV. von Frankreich heiratete.
Im Jahr 1311 zog Eberhard IV. von Walsee mit Dietrich von Pillichsdorf nach Oberitalien zu König Heinrich VII., der beide wohlwollend aufnahm. Bei diesem Anlass bestätigte der spätere Kaiser den Walseern am 5. Juni 1311 im Lager zu Brescia die Verpfändung der Vogtei des Klosters Waldsee.
1321 übergab Eberhard IV. die Verwaltung sämtlicher Güter seinem gleichnamigen Sohn Eberhard V. von Walsee, behielt aber noch das Amt des Landrichters ob der Enns.

## Besitzungen
Ab 1297 konnte Eberhard IV. größere Güter in Niederösterreich erwerben (Schloss Guntersdorf, Markt Stronsdorf, Markt Wulzeshofen usw.). In Oberösterreich fasste Eberhard erst später festen Fuß (Freistadt, Klostervogteien von St. Florian und Lambach). Strategisch bedeutsam war die Erwerbung von Neuburg am Inn, welches über hundert Jahre lang fast ununterbrochen als Pfandschaft bei den Walseern verblieb.

## Familie
Im Jahr 1290 heiratete Eberhard IV. von Walsee Maria von Kuenring († 1320). Der einzige Sohn Eberhard folgte ihm in seinem gesamten Besitz als auch im Amt des Landrichters bzw. Hauptmanns ob der Enns nach. 